# Обсерваторія Вайтін
42°17′42″ пн. ш. 71°18′12″ зх. д. / 42.295° пн. ш. 71.3033° зх. д.
Вайтінсвілльська обсерваторія — це астрономічна обсерваторія, що належить і управляється Коледжем Веллслі. Побудований у 1900 році з добудовами у 1906, 1967 та 2010 роках, він розташований у Веллслі, штат Массачусетс, і названий на честь довіреної особи коледжу Велслі місіс Джон Крейн Уітін (Сара Елізабет Уітін) з Вайтінсвілл, яка пожертвувала кошти для обсерваторії. Астроном Сара Френсіс Вайтінг була першим директором нового факультету астрономії Коледжу Велслі.
Об’єкти включають 0,7-метровий рефлектор PlaneWave CDK700, 12-дюймовий рефрактор Fitz/Clark, 6-дюймовий рефрактор Alvan Clark, спектрогеліоскоп Hale і 8-дюймові SCT Meade.

## Інтернет-ресурси
- Wellesley College Astronomy Department